# Теодор Шулц
Теодор Вилијам Шулц (енгл. Theodore William Schultz; 30. април 1902 — 26. фебруар 1998) био је амерички економиста. Добитник је Нобелове награде за економију 1979. године „за пионирско истраживање економског развоја са посебним нагласком на решавање проблема земаља у развоју” заједно са Артуром Луисом.